# Conus mazzolii
Espèce
Conus mazzolii est une espèce de mollusques gastéropodes marins de la famille des Conidae.
Comme toutes les espèces du genre Conus, ces escargots sont prédateurs et venimeux. Ils sont capables de « piquer » les humains et doivent donc être manipulés avec précaution, voire pas du tout.

## Taxonomie

### Publication originale
L'espèce Conus mazzolii a été décrite pour la première fois en 2011 par les malacologistes Edward James Petuch (d) et Dennis M. Sargent (d) dans « Visaya »,.

### Synonymes
- Gradiconus burryae mazzolii Petuch & Sargent, 2011 · non accepté (protonyme)
- Gradiconus mazzolii Petuch & Sargent, 2011 · non accepté